# IC 5169
IC 5169 ist eine linsenförmige Galaxie vom Hubble-Typ SB0-a im Sternbild Piscis Austrinus am Südsternhimmel. Sie ist schätzungsweise 140 Millionen Lichtjahre von der Milchstraße entfernt.
Das Objekt wurde im Jahre 1899 von DeLisle Stewart entdeckt.